# Six Suédoises au collège
Pour plus de détails, voir Fiche technique et Distribution.
Six Suédoises au collège (titre original Sechs Schwedinnen im Pensionat) est un film franco-suisse réalisé par Erwin C. Dietrich sorti en Suisse en 1979.
Le film a été suivi par Sechs Schwedinnen von der Tankstelle en 1980, par Vacances sexuelles en 1981 et par Sechs Schwedinnen auf der Alm en 1983.

## Synopsis
En Suisse, dans un pensionnat pour jeunes filles, mademoiselle Klein dirige l'école avec rigidité.

## Fiche technique
- Titre : Six suédoises au collège ou Suédoises au pensionnat
- Titre original : Sechs Schwedinnen im Pensionat
- Réalisation : Erwin C. Dietrich
- Scénario : Erwin C. Dietrich
- Musique : Walter Baumgartner
- Pays d'origine :  Suisse  France
- Langue d'origine : Allemand
- Format : couleur
- Genre : Comédie,
film érotique
- Durée : 91 minutes
- Date de sortie :
  - Suisse : 28 septembre 1979
  - Allemagne de l'Ouest : 28 septembre 1979
  - France : 5 novembre 1981

## Distribution
- Brigitte Lahaie : Greta
- Nadine Pascal : Inga
- France Lomay : Kerstin (créditée comme Aude Mallois)
- Danielle Troger : Lil (créditée comme Dany White)
- Kathleen Kane : Astrid (créditée comme Katleen Kane)
- Elsa Maroussia : Selma
- Anne Libert : madame Klein (créditée comme Diane Kelly)
- Eric Falk : Karl, le pêcheur
- Mike Montana : Martin, le professeur d'éducation physique
- Edgar Del Ponte : le garde forestier (crédité comme Edgar dal Ponte)
- Roman Huber : le voyeur
- Diane Kelly : Marie-France